# Polyrhachis laminata
Polyrhachis laminata är en myrart som beskrevs av Mayr 1867. Polyrhachis laminata ingår i släktet Polyrhachis och familjen myror. Inga underarter finns listade i Catalogue of Life.